# Чемпионат мира по биатлону 1990
25-й чемпионат мира по биатлону 1990 года должен был пройти в конце февраля в СССР в Олимпийском спорткомплексе «Раубичи» недалеко от Минска. Однако из-за аномально тёплой погоды и отсутствия снега, несмотря на все усилия организаторов 20 февраля удалось провести только две индивидуальные гонки у мужчин и женщин. Спринтерские гонки, командные гонки среди мужчин и женщин и эстафета среди женщин были проведены в рамках этапа Кубка мира в норвежском Хольменколлене. Мужская эстафета также в рамках этапа Кубка мира прошла в финском Контиолахти.

## Мужчины

### Спринт 10 км (10 марта,Хольменколлен)
| Место | Страна   | Спортсмен       | Время   | Стр. |
| ----- | -------- | --------------- | ------- | ---- |
| 1     | ГДР      | Марк Кирхнер    | 25:48.9 | 0+0  |
| 2     | Норвегия | Эйрик Квальфосс | 25:59.8 | 1+1  |
| 3     | СССР     | Сергей Чепиков  | 26:20.9 | 1+1  |

### Индивидуальная гонка на 20 км (20 февраля,Минск)
| Место | Страна | Спортсмен         | Время     | Стр.    |
| ----- | ------ | ----------------- | --------- | ------- |
| 1     | СССР   | Валерий Медведцев | 1:06:39.7 | 0+0+0+0 |
| 2     | СССР   | Сергей Чепиков    | 1:07:03.0 | 0+0+0+0 |
| 3     | СССР   | Анатолий Жданович | 1:08:39.3 | 0+0+0+0 |
| 4     | СССР   | Юрий Кашкаров     | 1:09:02.8 | 0+0+0+1 |

### Эстафета 4 Х 7,5 км (18 марта,Контиолахти)
| Место | Страна   | Спортсмен                                                                | Время     | Стр. |
| ----- | -------- | ------------------------------------------------------------------------ | --------- | ---- |
| 1     | Италия   | Пьеральберто Каррара Вильфрид Палльхубер Йоханн Пасслер Андреас Цингерле | 1:30:54.7 | 2+0  |
| 2     | Франция  | Кристиан Дюмон Ксавье Блонд Эрве Фланден Тьерри Жербье                   | 1:33:08.8 | 0+0  |
| 3     | ГДР      | Франк Лук Андре Земиш Марк Кирхнер Бирк Андерс                           | 1:34:02.2 | 0+0  |
| 4     | Норвегия | Гейр Эйнанг Йисле Фенне Фроде Лёберг Эйрик Квальфосс                     | 1:34:05.8 | 0+0  |
| 5     | СССР     | Валерий Носков Юрий Кашкаров Валерий Медведцев Сергей Чепиков            | 1:34:13.3 | 0+1  |

### Командная гонка (8 марта,Хольменколлен)
| Место | Страна       | Спортсмен                                                        | Время     | Стр. |
| ----- | ------------ | ---------------------------------------------------------------- | --------- | ---- |
| 1     | ГДР          | Райк Диттрих Марк Кирхнер Бирк Андерс Франк Лук                  | 1:04:24.1 | 1+0  |
| 2     | Чехословакия | Томаш Кос Иван Масаржик Иржи Голубец Ян Матоуш                   | 1:04:36.5 | 0+1  |
| 3     | Франция      | Кристиан Дюмон Стефан Бутьо Эрве Фланден Тьерри Жербье           | 1:05:14.2 | 1+2  |
| 4     | СССР         | Анатолий Жданович Юрий Кашкаров Валерий Медведцев Сергей Чепиков | 1:06:02.0 | 2+2  |

## Женщины

### Спринт 7,5 км (10 марта,Хольменколлен)
| Место | Страна   | Спортсмен         | Время   | Стр. |
| ----- | -------- | ----------------- | ------- | ---- |
| 1     | Норвегия | Анне Эльвебакк    | 27:12.8 | 0+1  |
| 2     | СССР     | Светлана Давыдова | 27:16.1 | 1+1  |
| 3     | Норвегия | Элин Кристиансен  | 27:44.9 | 1+0  |
| 4     | Болгария | Цветана Крастева  | 27:58.6 | 1+3  |
| 5     | СССР     | Елена Головина    | 28:12.7 | 1+1  |

### Индивидуальная гонка на 15 км (20 февраля,Минск)
| Место | Страна | Спортсмен         | Время   | Стр.    |
| ----- | ------ | ----------------- | ------- | ------- |
| 1     | СССР   | Светлана Давыдова | 51:53.4 | 0+1+0+1 |
| 2     | СССР   | Елена Головина    | 53:48.2 | 1+2+0+0 |
| 3     | ФРГ    | Петра Шааф        | 53:54.6 | 0+1+0+0 |

### Эстафета 3×5 км (11 марта,Хольменколлен)
| Место | Страна    | Спортсмен                                                | Время     | Стр. |
| ----- | --------- | -------------------------------------------------------- | --------- | ---- |
| 1     | СССР      | Елена Бацевич Елена Головина Светлана Давыдова           | 1:33:14.1 | 0+0  |
| 2     | Норвегия  | Грете Ингеборг Нюккельмо Анне Эльвебакк Элин Кристиансен | 1:34:28.0 | 1+1  |
| 3     | Финляндия | Туйя Вуоксиала Сейя Хюютияйнен Пирьо Маттила             | 1:35:12.9 | 2+0  |

### Командная гонка (8 марта,Хольменколлен)
| Место | Страна   | Спортсмен                                                          | Время     | Стр.    |
| ----- | -------- | ------------------------------------------------------------------ | --------- | ------- |
| 1     | СССР     | Елена Бацевич Елена Головина Светлана Парамыгина Светлана Давыдова | 56:30.3   | 1+1+0+0 |
| 2     | ФРГ      | Ирене Шролль Даниэла Хёрбургер Инга Кеспер Петра Шааф              | 1:01:18.3 | 1+1+2+2 |
| 3     | Болгария | Надежда Алексиева Ива Шкодрева Мария Манолова Цветана Крастева     | 1:02:09.4 | 1+1+4+3 |

## Зачет медалей
| Место | Страна       | Золото | Серебро | Бронза | Итого |
| ----- | ------------ | ------ | ------- | ------ | ----- |
| 1     | СССР         | 4      | 3       | 2      | 9     |
| 2     | ГДР          | 2      | 0       | 1      | 3     |
| 3     | Норвегия     | 1      | 2       | 1      | 4     |
| 4     | Италия       | 1      | 0       | 0      | 1     |
| 5     | ФРГ          | 0      | 1       | 1      | 2     |
|       | Франция      | 0      | 1       | 1      | 2     |
| 7     | Чехословакия | 0      | 1       | 0      | 1     |
| 8     | Болгария     | 0      | 0       | 1      | 1     |
|       | Финляндия    | 0      | 0       | 1      | 1     |